# Édouard Bourdelle
Édouard Sicaire Bourdelle ( 21 de septiembre de 1876, Périgueux - 16 de junio de 1960, París) fue un veterinario, y zoólogo francés.
Veterinario formado en la Escuela nacional veterinaria de Toulouse.
Desde 1912, fue profesor de anatomía y de teratología en la École nationale vétérinaire d'Alfort.
En el Museo Nacional de Historia Natural de Francia, efectúa su carrera desde 1926 a 1947, en el seno de la cátedra de zoología (mamíferos y aves).
En 1926, tomó la sucesión de Édouard Louis Trouessart a la cabeza de esa cátedra. Con su título de Profesor, dirigió, de 1926 a 1936, la sección de zoología del Jardín de las Plantas de París.
Participó en la creación del Parque Zoológico de París, inaugurado en 1934, en París, en el bosque de Vincennes.

## Trabajos
Se especializó en los problemas de domesticación de animales y sus relaciones entre el Hombre prehistórico y los mamíferos cuaternarios.
Sus estudios de los animales domésticos gradualmente le hicieron interesarse en las formas silvestres.
En 1936, fue fundador de la revista Mammalia.

### Algunas publicaciones
- 2009. Mammalia. Vol. 73 ( 1). Editor Muséum national d'histoire naturelle

- 1964. Anatomie régionale des animaux domestiques. Con Lucien Montané. Editor J. B. Baillière & Fils

- 1947. Technique de dissection des animaux domestiques. Con Clement Jean Pierre Bressou, Pol Florentin. Editor	Baillière, 248 pp.

- 1946. Atlas des mammifères de France. Con Paul Rode, Robert Didier. Ilustró L. Delapchier. Editor N. Boubée, 219 pp.

- 1935' Equides: Cheval, Ane, Mulet, Par E. Bourdelle (Et) C. Bressou. Volumen 1 de Anatomie Regionale Des Animaux Domestiques. Con Clement Jean Pierre Bressou. 2.ª edición de J.-B. Bailliere, 977 pp.

## Abreviatura (zoología)
La abreviatura Bourdelle  se emplea para indicar a Édouard Bourdelle como autoridad en la descripción y taxonomía en zoología.

- Datos: Q3579749
- Especies: Édouard Sicaire Bourdelle